# Ruská mafie
Ruská mafie, nebo také Bratva je souhrnné označení pro zločinecké organizace a drogové kartely  pocházející ze zemí bývalého Sovětského svazu. Používá se také výraz postsovětský nebo ruskojazyčný organizovaný zločin.

## Činnost
Aktivity ruské mafie zahrnují obchod s drogami, zbraněmi, nebezpečnými látkami, převaděčství, kuplířství, praní špinavých peněz, padělání, násilné trestné činy, loupeže a krádeže. Dále je to podnikání, které navenek vypadá jako legální, ale má zakrýt finanční trestnou činnost.
Cílem je nejen peněžní zisk, ale také zajištění vlivu a možnost rozhodování ve strategicky významných ekonomických odvětvích, dosazení vlastních lidí do státní správy a významných podniků apod.
V rámci Evropy je ruskojazyčný organizovaný zločin jedním z nejbohatších, roční obrat se odhaduje na 200 miliard dolarů.
Jedním z důležitých příjmů ruské mafie je vydírání podnikatelů (tzv. výpalné, reket, racket, racketeering) a potom inkasování poplatku za „ochranu“ a za umožnění podnikateli provozovat jeho činnost (tzv. kryša, kriša).

## Struktura
Postsovětský organizovaný zločin se vyznačuje hierarchickou strukturou (i když ta není tak důsledně dodržována jako u klasické mafie), tradicí, disciplinovaností, pořádkem.
Na vrcholu pomyslné pyramidy je vždy tzv. vor v zakoně (zloděj ze zákona, zloděj podle zákona, zloděj podle práva, zákonitý zloděj). Je to profesionální zločinec, starší a zkušený, který si své postavení vydobyl svou kriminální kariérou. Nikdy nebude spolupracovat s policií, ostatní ho respektují, svou funkci vykonává až do své smrti (někdy předčasné). Je zde také rada vorů. Pod nimi je autorita, která řídí staršiny. Staršinové už mají na starosti organizování konkrétních činností, spolupracují s vedoucími skupin, které provádí akce (pašování, vydírání, obchod), jsou v kontaktu s právníky, různými poradci a pěšáky, vojáky, vykonavateli.
Příkazy se vydávají zprostředkovaně z důvodu utajení. Jednotlivé články řetězce by o sobě tedy neměly vědět. To pak ztěžuje práci policii při rozkrývání jejich trestné činnosti. Ruská mafie také často využívá prostředníky k nákupu nemovitostí a jiného majetku – a tak jsou sídla firem, byty nebo auta napsané na třetí osoby a hlavní aktéři jsou těžko postižitelní.

## Skupiny působící v Česku

### Rusové
- Solomonská mafie – organizace, kterou řídil Semjon Mogilevič (Chytrý don, Seva). Mogilevič byl v lednu 2008 zadržen.[4]
- Solncevská mafie – jejím vůdcem je Sergej Michajlov (Michas).[5]

### Ukrajinci
Ukrajinský organizovaný zločin se od ruského liší např. tím, že jeho členové příliš neuznávají tradiční „vory v zakoně“. Jejich samotná trestná činnost je více násilná. Ukrajinské gangy jsou seskupené do tzv. brigád:
- Luhanská je nejznámější skupina s dobře propracovanou organizací, její hlavní centrum je v Brně, jinak působí na celé Moravě, ve Slezsku i na Vysočině. Podle některých zdrojů z Brna řídí také své aktivity v Maďarsku, Slovensku, Německu a ve Španělsku.[7] Pražskou „pobočku“ Luhanské brigády má na starosti K. A. (Krava), celou brigádu pak řídí Pavlo Nikoljuk (Paša)[8].
- Kyjevská operuje zejména ve východních Čechách, ale i ve středních Čechách a v Praze. Řídí ji Valera Sidoj.
- Mukačevská působí v severních a západních Čechách, řídí ji Bljuk.
- Lvovská byla do roku 2001 vedena Muchou (zavražděn).
- Užhorodská je aktivní v severních a západních Čechách, ale i v Praze. Řídil ji Oleň.
- Iršavská operuje ve středních a severních Čechách, šéfem je Valera Boroda.
- Rachovská operuje v západních Čechách a Praze, šéfem je Cobra.
- Moravská (nepochází z Ukrajiny, ale z Moravy, spolupracuje a je loajální s výše uvedenými a řídí se pouze zákony těchto brigád) operuje v Čechách, Brně a Praze, specializuje se na vymáhání pohledávek, šéfem je Gitler.

Kromě toho je zde ještě Krymská a Kryvorižská zločinecká skupina a několik dalších, méně významných brigád.
Dále zde působí Dagestánci, Čečenci, Arméni, Ázerbájdžánci a další.

## Ruská mafie na mezinárodní scéně
Postsovětský organizovaný zločin má své pevné místo i ve světě.
V roce 1999 a 2000 se řešil případ praní špinavých peněz, kdy Mezinárodní měnový fond poskytl několik miliard dolarů na pomoc Rusku. Do případu se zapojila i česká policie, část těchto peněz protekla i Českou republikou.
Z mezinárodního hlediska je významná např. Solncevská zločinecká skupina, která rozvíjí svou činnost i v různých státech Evropy i v Americe.
Na veřejnost občas proniknou zprávy o snaze ruské mafie ovlivňovat sportovní výsledky, někdy se také objeví vyjádření některých slavných osobností o jejich strachu ze zastrašování ruskou mafií. Hlavní činnost ruské mafie však zůstává skrytá.

### Dokumentární film
- Vor v zakoně, vládce podsvětí (Thieves by law). Režie Alexander Gentelev, 2010. CSFD.
- Gustav Weiss, Zdeněk Macháček. Český policista jako první na světě dopadl členy ruské mafie. Poděkoval mu i ředitel FBI (28. 8. 2023, TV Nova)